# Elezioni presidenziali in Slovacchia del 1993
Le elezioni presidenziali in Slovacchia del 1993 si tennero tra il 26 gennaio e il 15 febbraio 1993 per eleggere il Presidente del neonato Paese. Si trattò di un'elezione indiretta, in quanto la figura venne eletta dal Consiglio nazionale; la soglia minima per essere eletti all'ufficio presidenziale fu di 90 voti. Dalle successive elezioni del 1999 venne introdotta l'elezione diretta da parte del corpo elettorale.

## Risultati

### Primo scrutinio
| Candidato      | Partito                                  | Primo turno (26 gennaio) | Primo turno (26 gennaio) | Secondo turno (27 gennaio) | Secondo turno (27 gennaio) |
| Candidato      | Partito                                  | Voti                     | %                        | Voti                       | %                          |
| -------------- | ---------------------------------------- | ------------------------ | ------------------------ | -------------------------- | -------------------------- |
| Michal Kováč   | Movimento per una Slovacchia Democratica | 69                       | 48.25                    | 78                         | 71.56                      |
| Milan Ftáčnik  | Partito della Sinistra Democratica       | 30                       | 20.97                    | 31                         | 28.44                      |
| Anton Neuwirth | Movimento Cristiano-Democratico          | 27                       | 18.88                    |                            |                            |
| Jozef Prokeš   | Partito Nazionale Slovacco               | 17                       | 11.88                    |                            |                            |
| Totale         | Totale                                   | 143                      | 100                      | 109                        | 100                        |

### Secondo scrutinio
| 15 febbraio    | 15 febbraio                              | 15 febbraio | 15 febbraio |
| Candidato      | Partito                                  | Voti        | %           |
| -------------- | ---------------------------------------- | ----------- | ----------- |
| Michal Kováč   | Movimento per una Slovacchia Democratica | 106         | 73.1        |
| Contrari       | Contrari                                 | 19          | 13.1        |
| Schede bianche | Schede bianche                           | 20          | 13.8        |
| Totale         | Totale                                   | 106         | 100         |